# ロッキン・イン・ザ・フリー・ワールド
「ロッキン・イン・ザ・フリー・ワールド」(Rockin' in the Free World)は、カナダのミュージシャン、ニール・ヤングが1989年10月にアルバム『フリーダム』で発表した楽曲。アルバムの冒頭にアコースティック・ヴァージョン、エンディングにエレクトリック・ヴァージョンが収録され、エレクトリック・ヴァージョンをA面に収録したシングルもリリースされた。

## 背景
本作のタイトルは、クレイジー・ホースのギタリスト、フランク・"ポンチョ"・サンペドロがヤングとの会話で語ったフレーズが元になっている。ヤングは1日でこの曲を作り上げ、1989年2月21日のシアトル公演において、リハーサルなしで初演した。歌詞に関しては、本作の初演の前月にアメリカ合衆国大統領となったジョージ・H・W・ブッシュの批判に加えて、ルーホッラー・ホメイニーがアメリカを「Great Satan」と評したことや、1988年アメリカ合衆国大統領選挙において民主党からの候補となったジェシー・ジャクソンのスローガンについても言及されている。なお、アルバム『フリーダム』のクレジットではヤング単独の作詞・作曲となっているが、後にサンペドロが共作者としてのクレジットを主張し、最終的にはヤングとサンペドロの共作という扱いとなった。
『フリーダム』に収録されたアコースティック・ヴァージョンは、ニューヨーク州ロングアイランドにおけるヤングのソロ・パフォーマンスの録音で、エレクトリック・ヴァージョンはバーン・レッドウッド・デジタルにおいてフランク・サンペドロ（ギター、ボーカル）、ベン・キース（キーボード）、リック・ローザス（ベース）、チャド・クロムウェル（ドラムス）を従えて録音された。また、1991年録音・発表のライヴ・アルバム『Weld』には、クレイジー・ホースとの共演によるヴァージョンが収録された。

## 反響・評価
アメリカでは、総合シングル・チャートのBillboard Hot 100には入らなかったが、『ビルボード』のメインストリーム・ロック・チャートでは2位に達した。
アンディ・グリーンは2015年7月14日付の『ローリング・ストーン』誌において「ヤングはこの曲を境に、『グランジのゴッドファーザー』としての時代へ突入した」と位置付けている。2004年に選出された「ローリング・ストーンの選ぶオールタイム・グレイテスト・ソング500」では214位にランク・インし、後の改訂では216位となった。

## 大衆文化における影響
- マイケル・ムーアの監督映画『華氏911』（2004年公開）のクレジットタイトルで使用され[8]、同作のサウンドトラック・アルバムにも収録された[9]。なお、ムーアは当初ザ・フーの「無法の世界」を使おうとしていたが、作者のピート・タウンゼントに拒絶され、この曲を使うことにした[8]。
- 2010年発売の音楽ゲーム『Guitar Hero: Warriors of Rock』で使用された[10]。
- 2015年、ドナルド・トランプが2016年アメリカ合衆国大統領選挙における共和党候補として名乗りを上げた際の会見で本作を流し、ヤング自身はFacebookで不快感を表明した[11]。これに対し、トランプ側は本作の使用許可を得ていたと主張する一方、ヤングの意向に従い本作の使用を取りやめた[11]。なお、ヤングは2018年のアルバム『ザ・ヴィジター』で、トランプの政策を批判している[12]。

## カヴァー
- アラーム - 1991年のアルバム『Raw』に収録[13]。
- ビッグ・カントリー - CDシングル「Beautiful People」（1991年）に、ライヴ音源をカップリング曲として収録[14]。
- パール・ジャム - 1992年よりライヴで演奏しており、1993年のMTV Video Music Awardsの授賞式では、ヤング本人と共にこの曲を演奏した[15]。また、2000年8月12日のタンパ公演の模様は2001年発売のオフィシャル・ブートレグ盤『Live: 8-12-00 - Tampa, Florida』に収録された[16]。
- ジ・オールマイティー - 1993年3月16日、BBCスコットランドのためのアコースティック・セッションでこの曲を録音し、同年発売のCDシングル「Out of Season」にカップリング曲として収録[17]。
- ボン・ジョヴィ - CDシングル「These Days」（1996年）に、ヨハネスブルグ公演のライヴ録音をカップリング曲として収録[18]。この音源は、アルバム『ジーズ・デイズ』の日本盤再発CD (1998 / PHCR-90023/4)のボーナス・ディスクや、2001年発売のライヴ・アルバム『ワン・ワイルド・ナイト』にも収録された。
- スージー・クアトロ - 2006年のアルバム『バック・トゥ・ザ・ドライヴ』に収録[19]。
- ジェフ・ウォーカー - Jeff Walker und die Fluffers 名義のアルバム『Welcome to Carcass Cuntry』（2006年）に収録[20]。
- シンプル・マインズ - アルバム『グラフィティ・ソウル』（2009年）のデラックス・エディション盤に収録[21]。
- ザ・ライズ（スティーヴン・スティルス、バリー・ゴールドバーグ、ケニー・ウェイン・シェパード（英語版）） - 2013年のアルバム『キャント・ゲット・イナフ』に収録[22]。
- クロークス - カヴァー・アルバム『Big Rocks』（2017年）に収録[23]。